# Kostas Polichroniu
Kostas Polichroniu (gr. Κώστας Πολυχρονίου) (ur. 12 listopada 1936 w Karistos, zm. 1 czerwca 2018) – grecki piłkarz występujący na pozycji pomocnika. Trener piłkarski.

## Kariera klubowa
Polichroniu całą karierę spędził w Olympiakosie. Występował tam w latach 1954-1968 i w tym czasie siedem razy zdobył z zespołem mistrzostwo Grecji (1955, 1956, 1957, 1958, 1959, 1966, 1967), a także osiem razy Puchar Grecji (1957, 1958, 1959, 1960, 1961, 1963, 1965, 1968).

## Kariera reprezentacyjna
W reprezentacji Grecji Polichroniu zadebiutował 5 maja 1957 w zremisowanym 0:0 meczu eliminacji Mistrzostw Świata 1958 z Jugosławią. Od 1961 roku był kapitanem zespołu Grecji. W latach 1957–1967 w drużynie narodowej rozegrał 27 spotkań.

## Kariera trenerska
W swojej karierze Polichroniu prowadził drużyny takie jak Larisa, Rodos, Doxa Drama, Apollon Smyrnis, APO Lewadiakos, Olympiakos SFP, Ionikos oraz Paniliakos.
W latach 1994–1998 był także selekcjonerem reprezentacji Grecji. W roli tej zadebiutował 7 września 1994 w wygranym 5:1 meczu eliminacji Mistrzostw Europy 1996 z Wyspami Owczymi. Kadrę Grecji poprowadził łącznie w 34 spotkaniach.